# Catoria plesia
Catoria plesia är en fjärilsart som beskrevs av Swinhoe 1907. Catoria plesia ingår i släktet Catoria och familjen mätare. Inga underarter finns listade i Catalogue of Life.